# 上臈塚

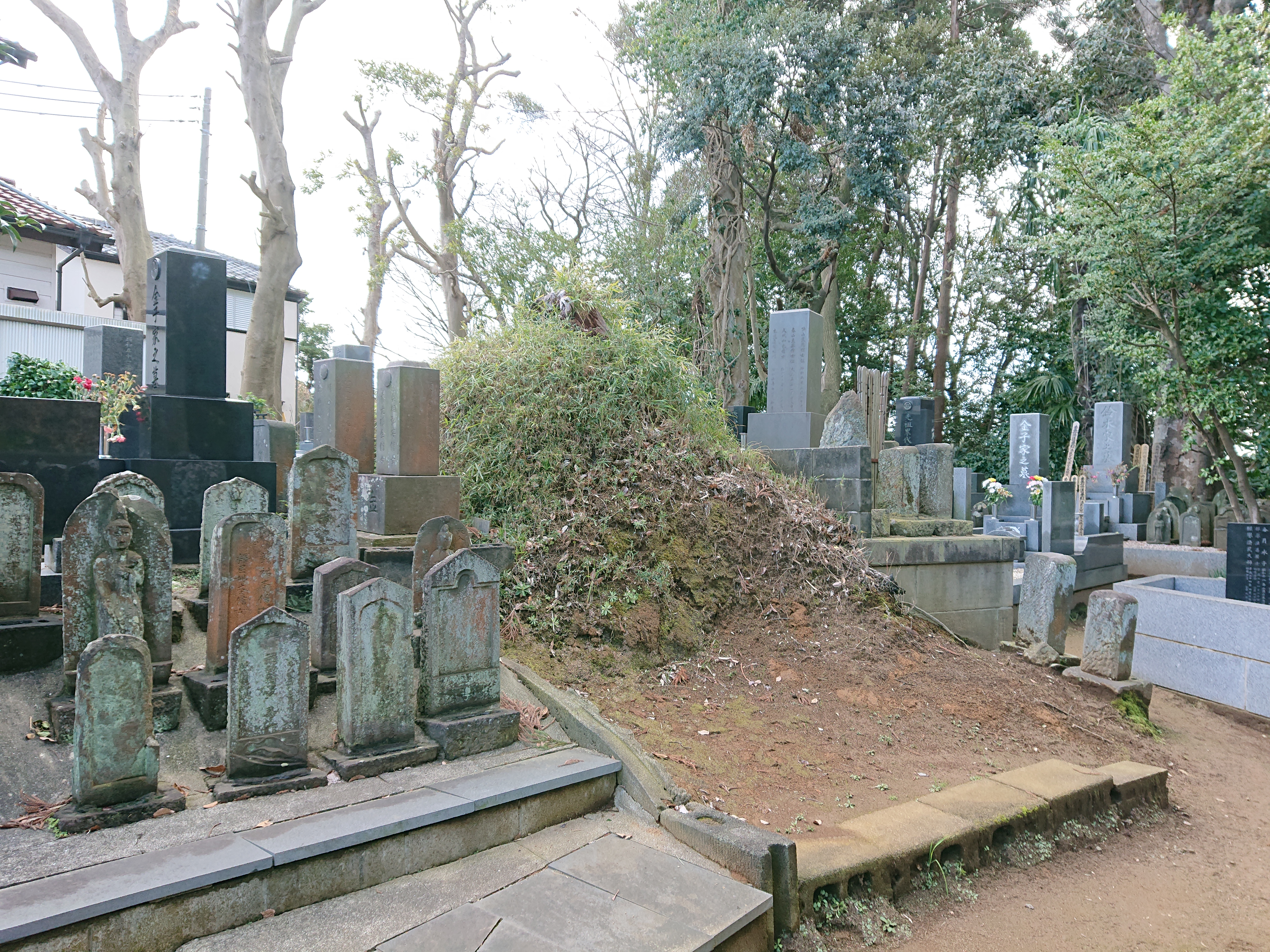
上臈塚（横浜市栄区公田町）

上臈塚（じょうろうづか）とは、神奈川県横浜市栄区公田町にある塚で、桓武天皇の第3皇子葛原親王の妃を弔ったという「照玉姫伝説」の地である。

## 照玉姫伝説
この古塚は栄の区役所などがある市街から南に見える小山の上にあり、現代の墓地の中にあるがかなり崩れかけている。
平安時代の初めのこととして伝承されるところでは、桓武天皇第3皇子の葛原親王は、朝廷の争いの多い京都を離れ、安全な場所を求めて妃の照玉姫と共に旅に出た。しかし照玉姫は病気にかかり進めなくなったため公田の地に留め置かれた。
姫は、一度回復して里の人々からも慕われていたが、824年（天長元年）に再び病になって没した。里の人々は塚をつくって弔った。侍女が2人（相模の局・大和の局）いたが、彼女らも同じ場所で没した。
1592年（天正20年・文禄元年）の冬、旅の僧・信永がこの地を訪れた時、侍女の霊魂に導かれて塚に着いた。霊に頼まれて読経をしてからこの話を聞き、哀れんで塚の近くに祠を建てた。これが現在も存在する皇女御前神社の前身だという。

## 詳しく載っている本
- 本郷郷土史研究会『本郷の民話と伝説』横浜市 1982年（昭和57年）3月

## 周辺
塚のある場所は公田ジョウロ塚遺跡という縄文時代の遺跡で巨大な「人面把手」が見つかっている。また遺跡の小山の麓には、「アラハバキ」を祀っている市内唯一の祠がある。

## 参考資料
- 栄の歴史編集委員会『栄の歴史』栄区地域振興課 2013年（平成25年）3月
- 栄区地域振興課『栄区郷土史ハンドブック（第5刷）』横浜市 2015年（平成27年）3月